# 莊伯仲
莊伯仲（1969年—），台灣新聞學者、政治人物，彰化縣芬園鄉人，現任文化大學新聞系教授、中華傳播管理學會理事長，曾任中國國民黨文傳會主委兼發言人、中央社監事、日本慶應大學訪問學者、文化大學新聞系主任、台灣民意學會副秘書長、中國時報記者。

## 歷略
莊伯仲為彰化縣芬園鄉農家子弟，畢業於彰化高中、政治大學廣告系，之後考取高考，進入台北市政府服務，並於文化大學新聞所完成碩士學業。後因獲得中山獎學金赴美留學，於韋恩州立大學取得傳播博士學位。
返國後於學界服務，曾任文化大學新聞系系主任，現為該系專任教授，以及該校新媒體與傳播研究中心主任，開設研究方法、民意調查、政治傳播、政府公關、廣告學等課程，亦於政治大學、台灣藝術大學、彰化師範大學等校授課，也是日本慶應大學訪問學者。莊伯仲先前亦曾擔任中國時報記者、中央社監事、台灣民意學會副秘書長等職務。
國民黨於2011年8月延攬莊伯仲出任文傳會主委兼發言人，負責2012年總統與立委二合一選舉文宣事務。是屆國民黨贏得選舉，莊伯仲於2012年7月卸任，回歸校園。
在2023年中華民國總統選舉中，為國民黨方面推薦之民調專家代表，與台灣民眾黨代表進行協商與民調結果解讀。

## 外部連結
| 官衔          | 官衔                                              | 官衔          |
| 政党职务      | 政党职务                                          | 政党职务      |
| ------------- | ------------------------------------------------- | ------------- |
| 中國國民黨    |                                                   |               |
| 前任： 蘇俊賓 | 中國國民黨文傳會主委 2011年8月1日 - 2012年7月31日 | 繼任： 蕭旭岑 |